# 399-я стрелковая дивизия (2-го формирования)
399-я стрелковая дивизия — воинское соединение Вооружённых Сил СССР в Великой Отечественной войне.

## История
Дивизия сформирована в марте 1942 года в Иркутске. Формулировка «2-го формирования» в достаточной степени условна, поскольку дивизия 1-го формирования (формировавшаяся осенью 1941 года) 7 января 1942 года была переименована в 134-ю стрелковую дивизию и в боях под номером 399 не участвовала.
В действующей армии с 28.07.1942 по 18.09.1942 и с 01.01.1943 по 09.05.1945.
Прибыла в район Сталинграда 28.07.1942, 04.08.1942 года заняла позиции в районе Суровикино, сменив 884-й стрелковый полк 196-й стрелковой дивизии, имея справа соединения 28-го танкового корпуса, слева, в районе Скворино 28-го танкового корпуса. 05.08.1942 участвует в контрударе войск 1-й танковой армии, достигнув некоторого успеха, но со вводом свежих сил противника, вынужденная отойти на прежние позиции.
06.08.1942 года дивизия, личным составом в 12 322 человека, была передана в состав 62-й армии и по приказу штаба армии № 057 от 14.30 10.08.1942 года получила задачу оборонять рубеж Дона вместе с частями 54-го УРа
В конце августа 1942 года дивизия насчитывала около 500 штыков и до начала сентября 1942 держала круговую оборону под Большой Россошкой на левом фланге армии, имея приказ не допускать прорыва противника к дороге Карповка — Воропоново, фактически сражаясь в окружении.
06.09.1942 года дивизия в 9.00 оставила под натиском противника занимаемый рубеж, чем оголила правый фланг и тыл боевого порядка 2-го танкового корпуса.
11.09.1942 дивизия выведена с передовой для приведения в порядок и пополнения в район леса западнее населённого пункта Красный Октябрь, на этот день дивизия насчитывала 565 человек и 18 лошадей. Остатки дивизии, сведённые в сводный полк, с 14.09.1942 года введены в бой на окраине Сталинграда как последний армейский резерв.
18.09.1942 остатки дивизии сняты с передовой и направлены на переформирование. В составе дивизии на тот момент оставалось 158 человек из 14000 прибывших изначально и какого-то количества полученных в ходе боёв пополнений. Фактически дивизии, как боевой единицы, не существовало
Переформирование дивизия проходила в Тульской области на станции Тихонова Пустынь до января 1943 года.
По окончании переформирования направлена на Брянский фронт, где в составе армии заняла позиции между Малоархангельском и Новосилем. В феврале 1943 ведёт частные наступательные операции в общем направлении на Змиевку, сменив части 6-й гвардейской стрелковой дивизии. С июля 1943 принимает участие в Кромско-Орловской операции, взятии крупного опорного пункта Змиевка и преследует отходящего врага на запад. Ведёт ожесточённые бои у города Кромы.
В ночь на 22.09.1943 года дивизия форсировала Днепр в районе хутора Монастырёк, ныне в черте посёлка городского типа Ржищев Кагарлыкского района Киевской области Украины.
Затем приняла участие в Гомельско-Речицкой наступательной операции, вклинившись в оборону противника в направлении Бобруйска до рубежа Березины.
13.01.1944 года сдала свои позиции на передовой частям 307-й стрелковой дивизии на реке Березина на рубеже Шацилки, Сердов и направлена в резерв.
С 24.06.1944 года, в ходе Бобруйской операции, прорывает оборону 5 километрах северо-западнее Рогачёва. Для прорыва обороны дивизии были приданы 13-я лёгкая артиллерийская бригада, 1897-й самоходно-артиллерийский полк, дивизион 6-го гвардейского миномётного полка и Штрафная рота 48-й армии. 25.06.1944 дивизия, введя в бой вторые эшелоны полков, при помощи подручных средств форсировала реку Добрица К 17 часам того же дня части дивизии овладели Семенковичи, Рудня-Бронская и вновь вышли к реке Добрица, где встретили сопротивление противника из Бронное, и дальнейшего успеха в течение дня не имели. Дивизия в этот день согласно приказу командира корпуса должна была главными силами обходить излучину реку Добрица с юга с тем, чтобы избежать вторичного форсирования этой реки. Однако это не было выполнено. В результате действующий с дивизией 1897-й самоходно-артиллерийский полк из-за отсутствия переправ и болотистой поймы не был использован в полосе дивизии и вынужден был обходить излучину реки с юга, взаимодействуя с правофланговыми частями 170-й стрелковой дивизии. 26.06.1944 дивизия, имея двухэшелонный боевой порядок, вместе с самоходными орудиями вышла к реке Добысна, 27.06.1944 полностью прорвала оборону противника. На 30.06.1944 ведёт бои на подступах к Бобруйску в 12 километрах от города.
После взятия Бобруйска, в котором дивизия принимала непосредственное участие, продолжила наступление, в июле 1944 года вела северо-западнее Бреста.
В ходе Ломжа-Ружанской наступательной операции 03.09.1944 года дивизия прорвала оборону противника в районе польского города Ружан, западнее города Острув-Мазовецка, вышла к реке Нарев, с ходу форсировала её и захватила на противоположном берегу плацдарм, который сумела впоследствии удержать. Части дивизии при прорыве обороны и удержании плацдарма поддерживал 479-й миномётный полк.
Ведёт безуспешные бои по расширению Наревского плацдарма, 10.10.1944 года ведёт бои у населённого пункта Виндужка, 13.10.1944 года в районе населённого пункта Магнушев-Малы (9 километров юго-восточнее города Макув-Мазовецки, Польша), форсирует реку Ожиц.
С 14.01.1945 года наступает на Цеханув, Шреньск, Зелюнь, имея слева части 90-й стрелковой дивизии, преследуя отходившего противника, к исходу 16.01.1945 передовым отрядом подошла к Палуки.
В боях за Восточную Пруссию дивизия вела бои при прорыве и ликвидации Хайльсбергского укрепрайона.
Расформирована в июле 1945 года.

## Полное название
399-я стрелковая Новозыбковская Краснознамённая ордена Суворова дивизия

## Состав
- 1343-й стрелковый полк
- 1345-й стрелковый полк
- 1348-й стрелковый полк
- 1046-й артиллерийский полк
- 436-й отдельный истребительно-противотанковый дивизион — с 20.01.1942
- 232-я отдельная разведывательная рота
- 345-й отдельный сапёрный батальон (с 23.04.1945 313-й отдельный сапёрный батальон)
- 918-й отдельный батальон связи (451-я отдельная рота связи)
- 511-й медико-санитарный батальон
- 220-я отдельная рота химической защиты
- 566-я автотранспортная рота
- 400-я полевая хлебопекарня
- 831-й дивизионный ветеринарный лазарет
- 1858-я полевая почтовая станция
- 1177-я полевая касса Госбанка

## Подчинение
| Дата            | Фронт (округ)         | Армия              | Корпус                 | Примечания |
| --------------- | --------------------- | ------------------ | ---------------------- | ---------- |
| 01.04.1942 года | Забайкальский фронт   | -                  | -                      | -          |
| 01.05.1942 года | Забайкальский фронт   | -                  | -                      | -          |
| 01.06.1942 года | Забайкальский фронт   | -                  | 2-й стрелковый корпус  | -          |
| 01.07.1942 года | Забайкальский фронт   | -                  | 2-й стрелковый корпус  | -          |
| 01.08.1942 года | Сталинградский фронт  | 1-я танковая армия | -                      | -          |
| 01.09.1942 года | Юго-Восточный фронт   | 62-я армия         | -                      | -          |
| 01.10.1942 года | Сталинградский фронт  | -                  | -                      | -          |
| 01.11.1942 года | Резерв Ставки ВГК     | 3-я танковая армия | -                      | -          |
| 01.12.1942 года | Резерв Ставки ВГК     | 3-я танковая армия | -                      | -          |
| 01.01.1943 года | Брянский фронт        | -                  | -                      | -          |
| 01.02.1943 года | Брянский фронт        | 48-я армия         | -                      | -          |
| 01.03.1943 года | Брянский фронт        | 48-я армия         | -                      | -          |
| 01.04.1943 года | Центральный фронт     | 48-я армия         | -                      | -          |
| 01.05.1943 года | Центральный фронт     | 48-я армия         | -                      | -          |
| 01.06.1943 года | Центральный фронт     | 48-я армия         | -                      | -          |
| 01.07.1943 года | Центральный фронт     | 48-я армия         | 42-й стрелковый корпус | -          |
| 01.08.1943 года | Центральный фронт     | 48-я армия         | 42-й стрелковый корпус | -          |
| 01.09.1943 года | Центральный фронт     | 48-я армия         | 42-й стрелковый корпус | -          |
| 01.10.1943 года | Центральный фронт     | 48-я армия         | 42-й стрелковый корпус | -          |
| 01.11.1943 года | Белорусский фронт     | 48-я армия         | 42-й стрелковый корпус | -          |
| 01.12.1943 года | Белорусский фронт     | 48-я армия         | 42-й стрелковый корпус | -          |
| 01.01.1944 года | Белорусский фронт     | 48-я армия         | 42-й стрелковый корпус | -          |
| 01.02.1944 года | Белорусский фронт     | 48-я армия         | 42-й стрелковый корпус | --         |
| 01.03.1944 года | 1-й Белорусский фронт | 48-я армия         | 42-й стрелковый корпус | -          |
| 01.04.1944 года | 1-й Белорусский фронт | 50-я армия         | 42-й стрелковый корпус | -          |
| 01.05.1944 года | 1-й Белорусский фронт | 3-я армия          | 42-й стрелковый корпус | -          |
| 01.06.1944 года | 1-й Белорусский фронт | 3-я армия          | 42-й стрелковый корпус | -          |
| 01.07.1944 года | 1-й Белорусский фронт | 48-я армия         | 42-й стрелковый корпус | -          |
| 01.08.1944 года | 1-й Белорусский фронт | 48-я армия         | 42-й стрелковый корпус | -          |
| 01.09.1944 года | 1-й Белорусский фронт | 48-я армия         | 42-й стрелковый корпус | -          |
| 01.10.1944 года | 2-й Белорусский фронт | 48-я армия         | 42-й стрелковый корпус | -          |
| 01.11.1944 года | 2-й Белорусский фронт | 48-я армия         | 29-й стрелковый корпус | -          |
| 01.12.1944 года | 2-й Белорусский фронт | 48-я армия         | 42-й стрелковый корпус | -          |
| 01.01.1945 года | 2-й Белорусский фронт | 48-я армия         | 42-й стрелковый корпус | -          |
| 01.02.1945 года | 2-й Белорусский фронт | 48-я армия         | 42-й стрелковый корпус | -          |
| 01.03.1945 года | 3-й Белорусский фронт | 48-я армия         | 53-й стрелковый корпус | -          |
| 01.04.1945 года | 3-й Белорусский фронт | 48-я армия         | 42-й стрелковый корпус | -          |
| 01.05.1945 года | 3-й Белорусский фронт | 48-я армия         | 42-й стрелковый корпус | -          |

## Командование

### Командиры
- Травников, Николай Григорьевич(28.07.1942 — 01.10.1942), полковник;
- Сурченко, Андрей Иванович (02.10.1942 — 21.02.1943), полковник;
- Пономарёв, Дмитрий Михайлович (22.02.1943 — 09.07.1943), полковник;
- Скачков, Пётр Иванович (10.07.1943 — 28.09.1943), полковник;
- Казакевич, Даниил Васильевич (01.10.1943 — 09.05.1945), полковник, с 03.06.1944 генерал-майор.

### Заместители командира
- Цыпленков, Семён Григорьевич (??.10.1942 — ??.10.1943), полковник

## Награды и наименования
| Награда (наименование)                 | Дата                                                         | За что награждена |
| -------------------------------------- | ------------------------------------------------------------ | --- |
| Почётное наименование «Новозыбковская» | Приказ Верховного Главнокомандующего № 29 от 02.10.1943 года | за освобождение города Новозыбкова. |
| Орден Красного Знамени                 | Указ Президиума Верховного Совета СССР от 5 апреля 1945 года | За образцовое выполнение заданий командования в боях при прорыве к побережью Данцигской бухты и овладении городами Мюльхаузен, Мариенбург, Штум, Толькемит и проявленные при этом доблесть и мужество.        |
| Орден Суворова II степени              | Указ Президиума Верховного Совета СССР от 02.07.1944 года    | За образцовое выполнение заданий командования в боях с немецкими захватчиками при прорыве сильно укреплённой обороны немцев, прикрывающей Бобруйское направление, и проявленные при этом доблесть и мужество. |

## Отличившиеся воины дивизии
| Награда | Ф. И. О.                        | Должность                                                                                  | Звание                   | Дата награждения                                           | Примечания                                            |
| ------- | ------------------------------- | ------------------------------------------------------------------------------------------ | ------------------------ | ---------------------------------------------------------- | ----------------------------------------------------- |
|         | Абдуллаев, Мамиш Шахбас оглы    | пулемётчик 1343-го стрелкового полка                                                       | сержант                  | 24.03.1945                                                 | погиб 26.01.1945                                      |
|         | Артамонов, Иван Ильич           | командир 436-го отдельного истребительного противотанкового дивизиона                      | майор                    | 18.11.1944                                                 |                                                       |
|         | Ахметшин, Ягафар Ахметович      | командир взвода 1348-го стрелкового полка                                                  | лейтенант                | 24.03.1945                                                 | погиб 17.01.1945                                      |
|         | Башкин, Александр Иванович      | командир орудия 436-го отдельного истребительно-противотанкового дивизиона                 | старший сержант          | 18.11.1944                                                 |                                                       |
|         | Бугаев, Александр Лаврентьевич  | командир сапёрного взвода 345-го отдельного сапёрного батальона                            | старший лейтенант        | 24.03.1945                                                 |                                                       |
|         | Бугайчук, Максим Степанович     | командир миномётного расчёта 1343 стрелкового полка                                        | старшина                 | 24.03.1945                                                 |                                                       |
|         | Гавриков, Павел Александрович   | Командир отделения 1343-го стрелкового полка Заряжающий миномёта 1343-го стрелкового полка | сержант                  | 11.06.1944 18.08.1944 24.03.1945                           | погиб в бою 24.10.1944                                |
|         | Денисов, Иван Григорьевич       | командир пулемётного расчёта 1348 стрелкового полка                                        | младший сержант          | перенагражден орденом Славы I степени 22 января 1982 года. |                                                       |
|         | Еськов, Иван Егорович           | помощник командира взвода 1348-го стрелкового полка                                        | старшина                 | 24.03.1945                                                 | посмертно                                             |
|         | Заякин, Василий Васильевич      | Помощник командира взвода 1343-го стрелкового полка                                        | сержант                  | 24.03.1945                                                 | -                                                     |
|         | Кадыров, Очил                   | пулемётчик 1348-го стрелкового полка                                                       | рядовой                  | 06.04.1945                                                 | -                                                     |
|         | Казакевич, Даниил Васильевич    | командир дивизии                                                                           | генерал-майор            | 06.04.1945                                                 | -                                                     |
|         | Колмаков, Пётр Иванович         | командир роты 1348-го стрелкового полка                                                    | капитан                  | 24.03.1945                                                 | -                                                     |
|         | Королёв, Иосиф Дмитриевич       | командир 1348-го стрелкового полка                                                         | майор                    | 24.03.1945                                                 | -                                                     |
|         | Котов, Иван Васильевич          | командир огневого взвода 436-го отдельного истребительно-противотанкового дивизиона        | старшина                 | 18.11.1944                                                 | -                                                     |
|         | Кузякин, Матвей Яковлевич       | командир орудия 436-го отдельного истребительно-противотанкового дивизиона                 | старший сержант          | 18.11.1944                                                 | -                                                     |
|         | Курганский, Иван Андреевич      | наводчик орудия 1046-го артиллерийского полка                                              | красноармеец             | 18.11.1944                                                 | -                                                     |
|         | Мельников, Анатолий Иванович    | командир пулемётной роты 1343-го стрелкового полка                                         | старший лейтенант        | 24.03.1945                                                 | -                                                     |
|         | Меркурьев, Валериан Антонович   | командующий артиллерией дивизии                                                            | подполковник             | 18.11.1944                                                 | посмертно                                             |
|         | Овсянников, Владимир Васильевич | командир 436-го отдельного истребительного противотанкового дивизиона                      | старший лейтенант        | 23.10.1943                                                 | -                                                     |
|         | Павлович, Иван Михайлович       | заместитель командира дивизии                                                              | полковник                | 06.04.1945                                                 | посмертно                                             |
|         | Саньков, Иван Гаврилович        | командир батальона 1345-го стрелкового полка                                               | майор                    | 24.03.1945                                                 | погиб 27.01.1945                                      |
|         | Сафонов, Анатолий Георгиевич    | командир роты 1345-го стрелкового полка                                                    | старший лейтенант        | 23.08.1944                                                 | посмертно                                             |
|         | Селезнёв Михаил Григорьевич     | командир отделения 1348-го стрелкового полка                                               | сержант                  | 24.03.1945                                                 | посмертно, 30.06.1944 закрыл телом амбразуру пулемёта |
|         | Сергеев, Михаил Дмитриевич      | Командир 82-мм. миномёта 1345-го стрелкового полка Пулемётчик 1345-го стрелкового полка    | младший сержант старшина | 29.09.1944 07.04.1945 29.06.1945                           |                                                       |
|         | Сорокин, Алексей Семёнович      | командир орудия 1343-го стрелкового полка                                                  | старшина                 | 21.02.1945                                                 |                                                       |
|         | Тверитинов, Дмитрий Иванович    | командир 3-й роты 1-го батальона 1343-го стрелкового полка                                 | младший лейтенант        | 24.03.1945                                                 |                                                       |
|         | Трактаев, Егор Иванович         | пулемётчик 1348-го стрелкового полка                                                       | младший сержант          | 24.03.1945                                                 | погиб 31 марта 1945 года                              |
|         | Шипицын, Василий Алексеевич     | командир пулемётного расчёта 1343-го стрелкового полк                                      | красноармеец             | 24.03.1945                                                 | погиб 12.10.1944                                      |

## Память
- Именем дивизии названа улица в Ростове-на-Дону